# جیمز گلداسمیت
جیمز گلداسمیت (انگلیسی: James Goldsmith; ۲۶ فوریهٔ ۱۹۳۳ – ۱۸ ژوئیهٔ ۱۹۹۷) سیاست‌مدار اهل فرانسه بود. وی همچنین برندهٔ جوایزی همچون شوالیه (عنوان) شده‌است.